# Municipio de Jackson (condado de Wayne, Indiana)
El municipio de Jackson (en inglés: Jackson Township) es un municipio ubicado en el condado de Wayne en el estado estadounidense de Indiana. En el año 2010 tenía una población de 4660 habitantes y una densidad poblacional de 63,51 personas por km².

## Geografía
El municipio de Jackson se encuentra ubicado en las coordenadas 39°49′30″N 85°10′2″O / 39.82500, -85.16722. Según la Oficina del Censo de los Estados Unidos, el municipio tiene una superficie total de 73.37 km², de la cual 72.46 km² corresponden a tierra firme y (1.24%) 0.91 km² es agua.

## Demografía
Según el censo de 2010, había 4660 personas residiendo en el municipio de Jackson. La densidad de población era de 63,51 hab./km². De los 4660 habitantes, el municipio de Jackson estaba compuesto por el 98.13% blancos, el 0.34% eran afroamericanos, el 0.24% eran amerindios, el 0.24% eran asiáticos, el 0.02% eran isleños del Pacífico, el 0.17% eran de otras razas y el 0.86% pertenecían a dos o más razas. Del total de la población el 0.88% eran hispanos o latinos de cualquier raza.